# Teorema de separación de Fisher
El teorema de separación de Fisher es un teorema económico formulado por el economista estadounidense Irving Fisher. El teorema establece que en un escenario de mercados perfectos y completos, la decisión de una inversión productiva no se ve influida por las posibles preferencias por el consumo actual o futuro que tengan los inversores, ni por el nivel de riqueza inicial del que disfruten.
A partir de esta formulación, pueden separarse las decisiones en dos secuencias:
1. Se toman las decisiones relativas a la inversión. El agente económico individual invertirá hasta el punto en el que la rentabilidad marginal de la inversión sea igual al tipo de interés.
2. Se toman las decisiones relativas al consumo. El agente económico individual puede valerse del mercado de capitales para maximizar sus preferencias subjetivas en favor del consumo actual o del consumo futuro.